# Rubukona cuprescens
Rubukona cuprescens is een vlinder uit de familie wespvlinders (Sesiidae), onderfamilie Sesiinae.
Rubukona cuprescens is voor het eerst wetenschappelijk beschreven door Hampson in 1919. De soort komt voor in het Afrotropisch gebied.